# Windischholzhausen
Windischholzhausen ist seit 1994 ein Stadtteil von Erfurt, der Landeshauptstadt Thüringens. Durch ihn führt unterhalb des Willrodaer Forstes die Straße von Erfurt nach Schellroda.

## Geschichte

Karte von Windischholzhausen (1843)

Es gibt den Fund einer Axt bereits aus der Steinzeit. Aus dem frühen Mittelalter, als  Slawen hier angesiedelt wurden, stammt ein größeres Gräberfeld.
Der Ort wurde erstmals 1286 urkundlich erwähnt, als die Grafschaft Vieselbach ihn an die Stadt Erfurt verkaufte. Frühere Namen des Dorfes: Holzhusen, Holzhusa, Winzholzen, Winde-Holzen, Windisch-Holzen. Während des Dreißigjährigen Krieges wurde Windischholzhausen schwer zerstört. 1802 kam der Ort mit dem Erfurter Gebiet zu Preußen und zwischen 1807 und 1813 zum französischen Fürstentum Erfurt. Mit dem Wiener Kongress kam er 1815 wieder zu Preußen und wurde 1816 dem Landkreis Erfurt in der preußischen Provinz Sachsen angegliedert.
Am 1. Juli 1950 wurde die bis dahin eigenständige Gemeinde Niedernissa eingegliedert.

### Einwohnerentwicklung
| Jahr      | 1843 | 1910 | 1939 | 1990 | 1995 | 2000 | 2005 | 2010 | 2015 | 2020 |
| --------- | ---- | ---- | ---- | ---- | ---- | ---- | ---- | ---- | ---- | ---- |
| Einwohner | 0225 | 0409 | 0513 | 0483 | 0605 | 1328 | 1611 | 1639 | 1905 | 1914 |

## Wirtschaft
In den 1980er Jahren siedelte sich in Windischholzhausen die Mikroelektronik-Industrie an. Ein neues Wohngebiet entstand, und der Ort erhielt Anschluss an das Straßenbahnnetz Erfurts. Ab den 1990er Jahren entwickelten sich neue Siedlungsgebiete und ein Gewerbegebiet.
2000 bis 2003 entstand an der Haarbergstraße der Neubau des Katholischen Krankenhauses Erfurt
Das Thüringer Landesamt für Verfassungsschutz hat seinen Sitz gegenüber vom Katholischen Krankenhaus in der Haarbergstr. 61.
Der Ortsteilbürgermeister ist Axel Hoppe seit Juli 2009 (SPD).
Südöstlich von Windischholzhausen befindet sich ein Fernmeldeturm.

## Sehenswertes
- Die Dorfkirche St. Michaelis aus dem 12. Jahrhundert steht unter Denkmalschutz. (Lage→) Sie erhielt im Jahre 1820 eine Orgel vom Stadtilmer Orgelbauer Johann Wilhelm Salfelder. Von 1965 bis 1989 war Roland Weißelberg Pfarrer hier.

## Persönlichkeiten
- Johann Friedrich Theodor Müller auch Fritz Müller genannt (* 31. März 1821, † 21. Mai 1897 in Blumenau, Brasilien), Biologe und Naturforscher.
- Friedrich Wisser (* 2. November 1834, † 14. Juni 1896 in Erfurt), Reichstagsabgeordneter
- Helmuth Bohnenkamp (* 26. April 1892, † 27. April 1973 in Oldenburg), Internist und Hochschullehrer